# Aleksej Korovasjkov
Aleksej Igorjevitj Korovasjkov (ryska: Алексей Игоревич Коровашков), född den 1 april 1992 i Ukraina, är en rysk kanotist.
Han tog OS-brons i C2 1000 meter i samband med de olympiska kanottävlingarna 2012 i London.